# Orden de Kurmet
La Orden de Kurmet (en kazajo: Құрмет ордені, Qurmet ordeni) también conocida como Orden de Honor es una condecoración estatal de la República de Kazajistán. Establecida en 1993. La orden no tiene grados ni clases.

## Criterios de concesión
La Orden de Kurmet se otorga a los ciudadanos kazajos por los méritos en el desarrollo de la economía, la esfera social, la ciencia y la cultura, la educación, por el servicio ejemplar en los órganos estatales y las actividades sociales activas.

## Descripción
La insignia de la orden está hecha de plata y presenta una estrella dorada de cinco puntas, cuyos rayos están cubiertos con esmalte verde, en el extremo de la cual está cubierto con elementos del patrón kazajo. Entre las vigas hay hilos plateados en forma de varios rayos. En el centro de la insignia hay un medallón redondo de esmalte azul con un sol dorado. Debajo del medallón hay una cinta de esmalte rojo con la inscripción «KURMET».
La medalla está conectada con un ojal y un anillo, en forma de un elemento del adorno kazajo, a un bloque pentagonal cubierto con una cinta muaré de seda azul con una franja blanca en el medio, bordeada por franjas rojas de menor anchura.